# Cathédrale Notre-Dame-du-Mont-Carmel de Rio de Janeiro
Cette ancienne cathédrale n’est pas la seule cathédrale Notre-Dame-du-Mont-Carmel.
La cathédrale Notre-Dame-du-Mont-Carmel (en portugais : Igreja de Nossa Senhora do Monte do Carmo da antiga Sé) est l'ancien siège de l'archidiocèse catholique de Rio de Janeiro, au Brésil.
Construite à partir de 1761 afin de servir d'église aux Carmélites, le sanctuaire est utilisé comme chapelle royale (1808) puis comme chapelle impériale par les familles royales portugaises et brésiliennes (après l'indépendance du pays, 1822). Elle prend simultanément le titre de « Sé » (Cathédrale) et conserve cette fonction jusqu'en 1976, année durant laquelle est achevée la nouvelle cathédrale métropolitaine Saint-Sébastien.
Redevenue simple église paroissiale, elle reste l'un des principaux monuments historiques de la métropole brésilienne et dresse sa façade rococo sur la place du 15-Novembre, au cœur du centre ancien. Elle jouxte d'autres monuments témoignant du riche patrimoine de l'ancienne capitale du Brésil, tels que le couvent des Carmélites (1761) et l'église du tiers-ordre du Carmel (1752).

## Histoire
C'est en 1590 que l'ordre des Carmélites est implanté dans la petite cité de Rio de Janeiro. Une première chapelle est élevée à proximité de la baie de Guanabara avant qu'il ne soit décidé de remplacer ce modeste oratoire par un complexe monastique aux dimensions plus importantes. De nouveaux bâtiments conventuels (toujours visibles) sont érigés à partir du XVIe siècle, tandis qu'une imposante église est projetée et effectivement mise en chantier à partir de 1761. Sans doute dessinée par l'architecte portugais Manuel Alves Setúbal, elle est quasiment achevée (à l'exception de la façade et de la décoration intérieure) lors de sa consécration en 1770. Chefs-d'œuvre du sculpteur Inácio Ferreira Pinto (l'un des sculpteurs les plus renommés de la colonie au XVIIIe siècle), les boiseries sont achevées quinze ans plus tard, en 1785.
En 1808, le prince-régent Jean VI de Portugal et sa cour s'installent à Rio après l'invasion du Portugal par les troupes napoléoniennes. Plusieurs bâtiments officiels sont réquisitionnés pour loger les membres de la famille royale, notamment le palais du Vice-Roi et le couvent des Carmélites, où est notamment installée la reine Marie Ire (mère du régent, destituée pour démence quelques années plus tôt). L'église Notre-Dame-du-Mont-Carmel est convertie en chapelle royale, prenant par ailleurs le titre de cathédrale quelques mois plus tard.
En tant que chapelle royale, la cathédrale est le témoin de plusieurs grands événements, dont les obsèques de la reine Marie Ire et le Te Deum célébré à l'occasion de l'avènement de son fils Jean VI sur le trône de Portugal, Brésil et Algarves. Choisissant dans un premier temps de gouverner l'ensemble de ses possessions depuis Rio de Janeiro, le souverain est contraint de rentrer à Lisbonne après la révolution libérale de 1820. Deux ans plus tard, le fils aîné du Roi, resté au Brésil, proclame l'indépendance du territoire et se déclare empereur sous le nom de Pierre Ier.

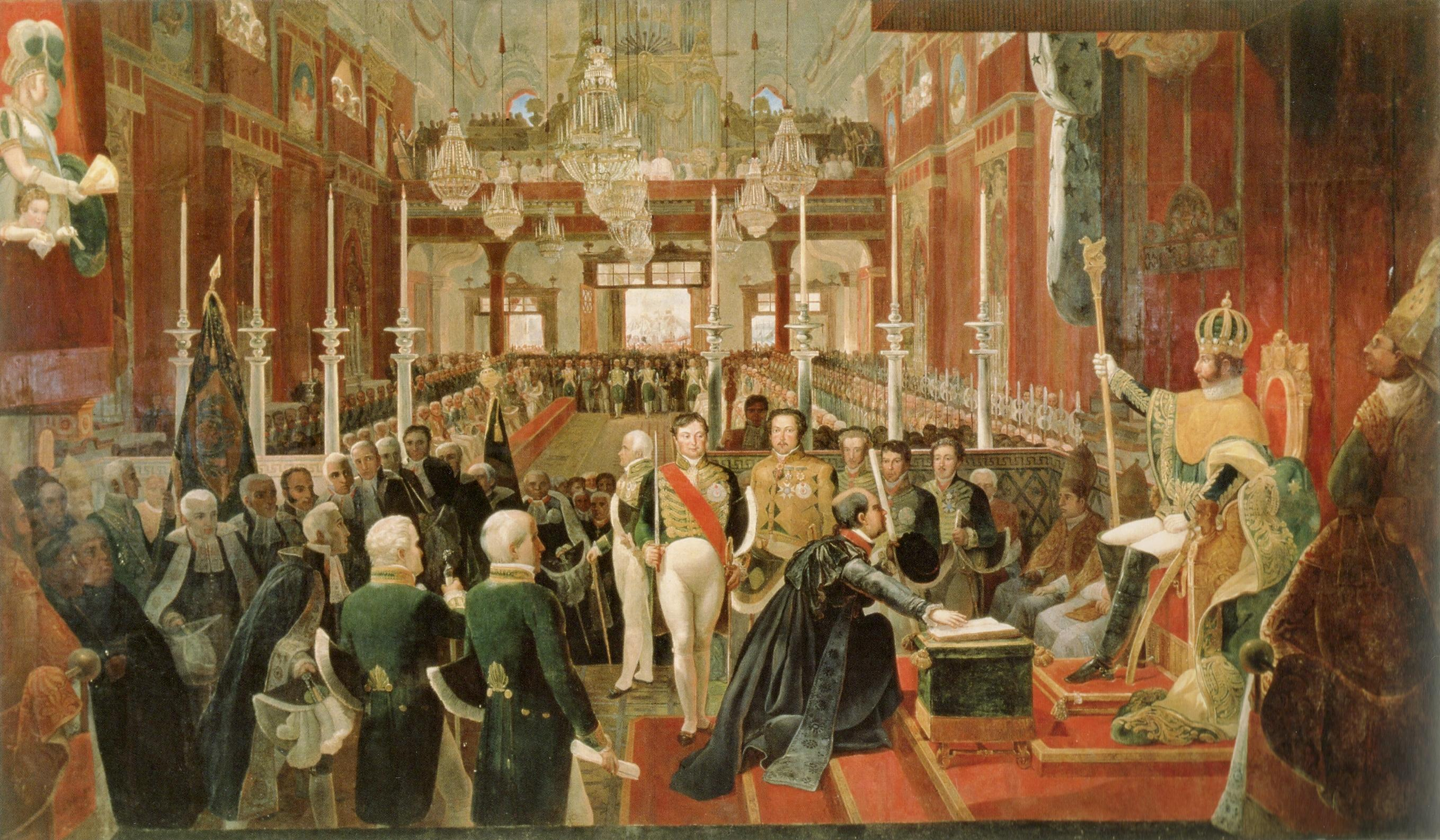
Le couronnement impérial de dans la cathédrale de Rio (1822), toile de Jean-Baptiste Debret.

La cathédrale prend ainsi également le nom de chapelle impériale. C'est sous ses voûtes qu'a lieu le couronnement du premier empereur du Brésil (1er décembre 1822) et la signature de la première constitution du pays (mars 1824) ; le couronnement de son successeur Pierre II (18 juillet 1841), le baptême de la princesse Isabelle (15 novembre 1846) et le mariage de celle-ci avec Gaston d'Orléans (15 octobre 1864) comptent également parmi les événements marquants dont a été témoin la cathédrale. La proclamation de la république (1889) lui fait perdre son titre de chapelle impériale, mais elle conserve son rang de cathédrale de Rio de Janeiro.
La façade, achevée quelques décennies plus tôt (années 1820) par l'architecte portugais Pedro Alexandre Cavroé, est remaniée au cours des premières années du XXe siècle. Une imposante statue de la Vierge Marie, œuvre de l'architecte Rafael Rebecchi, vient couronner le sommet du clocher, partiellement reconstruit entre 1905 et 1913.
Devenue trop exigüe pour satisfaire aux besoins de l'archidiocèse, une nouvelle cathédrale est mise en chantier en 1964, la cathédrale Saint-Sébastien. Son achèvement en 1976 fait perdre à l'ancien sanctuaire son statut de cathédrale, qu'elle ne conserve que de manière purement honorifique.

## Sources
- (en) Cet article est partiellement ou en totalité issu de l’article de Wikipédia en anglais intitulé « Old Cathedral of Rio de Janeiro » (voir la liste des auteurs).